# Arnaud Pallière

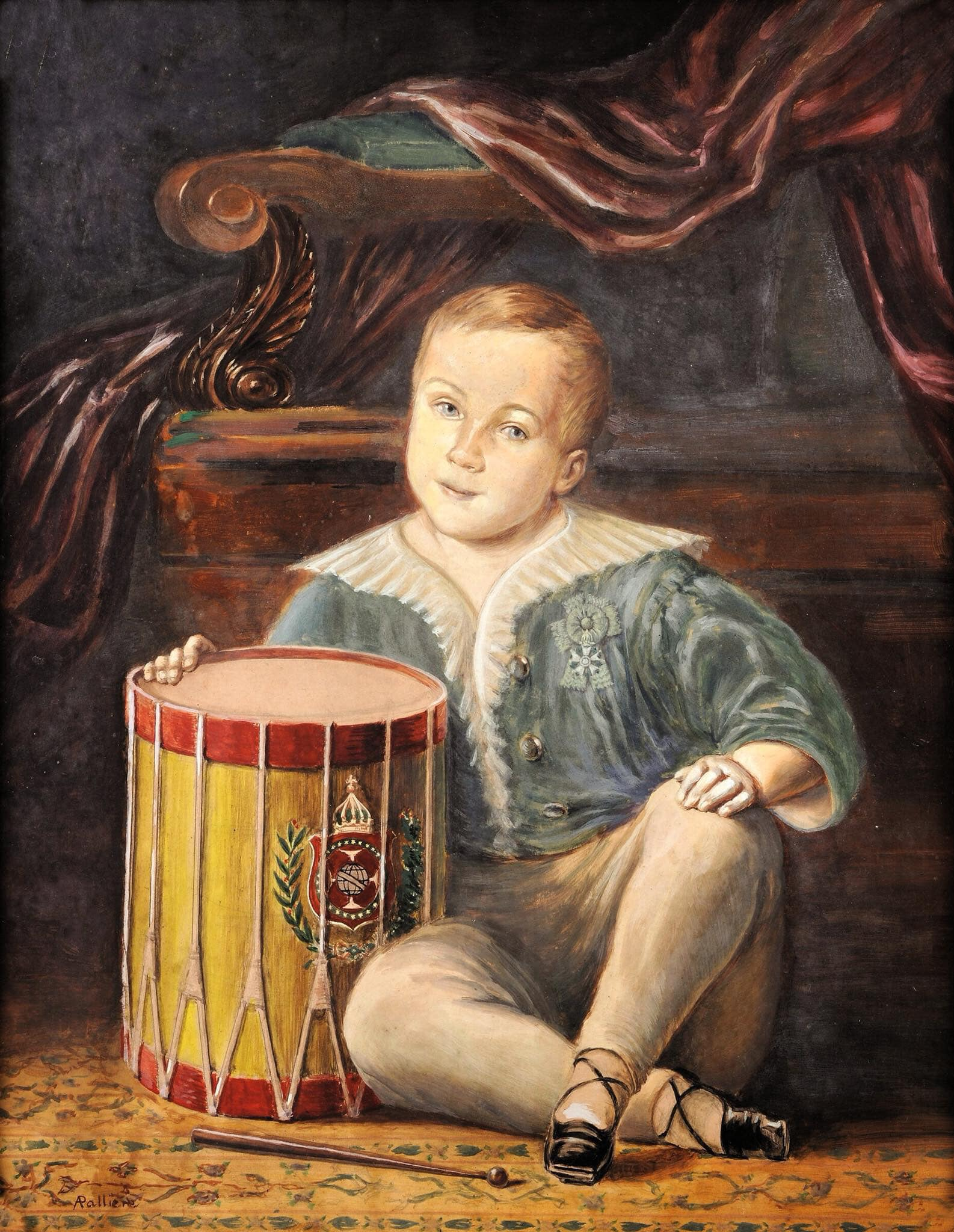
Retrato de D. Pedro II na primeira infância

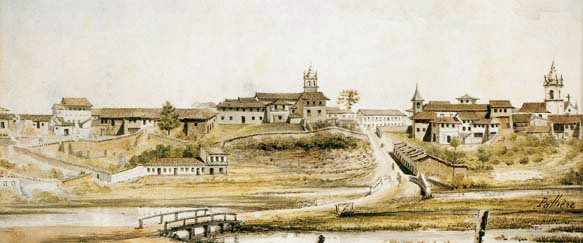
A Várzea do Carmo por Arnaud Pallière

Arnaud Julien Pallière, muitas vezes também referido erroneamente como Armand Julien Pallière (Bordeaux, 1784 – Bordeaux, 27 de novembro de 1862) foi um pintor, desenhista, gravador, urbanista e professor francês que veio radicar-se no Brasil em 1817, tendo chegado no mesmo navio em que viajava a Arquiduquesa de Áustria D. Maria Leopoldina, futura imperatriz do Brasil.
Diz-se que gozou das boas graças do rei de Portugal D. João VI e de seu filho, D. Pedro de Alcântara, o futuro imperador do Brasil D. Pedro I, e que por isso foi encarregado de uma série de quadros sobre o Rio de Janeiro.

## Biografia
Pintor, desenhista, litógrafo, decorador, professor. Estuda retrato e pintura histórica em Paris, em 1805. Participa do Salão de Paris em 1808, 1810 e 1814.
Chega ao Rio de Janeiro em 1817, no mesmo navio que trazia a princesa Maria Leopoldina, futura imperatriz do Brasil. Nesse ano e seguintes, atendendo ao pedido de D. João VI , pinta vários panoramas das províncias do Rio de Janeiro, São Paulo e Minas Gerais. Em 1818, desenvolve um plano para a urbanização da cidade da Vila Real da Praia, hoje Niterói.
Atua como professor de desenho na Real Academia Militar e, segundo alguns historiadores, o artista faz as primeiras litogravuras no Brasil, na Oficina do Arquivo Militar. Em 1821 pinta em aquarela o primeiro panorama da cidade de São Paulo, vista do rio Tamanduateí, com o título de Várzea do Carmo.
No ano seguinte, casa-se com a filha do arquiteto Grandjean de Montigny e um dos filhos dessa união foi o também pintor Jean Leon Pallière. Realiza vários retratos, entre eles o da imperatriz D. Amélia de Leuchtenberg, em 1829, a pedido do imperador D. Pedro I. Retorna à França em 1830, levando toda a sua família.